# Liste der Mitglieder der American Academy of Arts and Sciences/1993
Im Jahr 1993 wählte die American Academy of Arts and Sciences 227 Personen zu ihren Mitgliedern.

## Neugewählte Mitglieder
- Henry Jacob Aaron (* 1936)
- Andreas Acrivos (1928–2025)
- Walter Alvarez (* 1940)
- Thomas W. Appelquist (* 1941)
- Joyce Oldham Appleby (1929–2016)
- Michael Ashburner (1942–2023)
- Michael Farries Ashby (* 1935)
- Orley Clark Ashenfelter (* 1942)
- Richard Allen Askey (1933–2019)
- Russell Wayne Baker (1925–2019)
- Paola Barocchi (1927–2016)
- James Barr (1924–2006)
- Howard S. Becker (1928–2023)
- Leonard Berkowitz (1926–2016)
- Roger David Blandford (* 1949)
- R. Howard Bloch (* 1943)
- Martin Blume (1932–2021)
- Sheila Ellen Blumstein (* 1944)
- Joan Toland Bok (* 1929)
- Leon Botstein (* 1946)
- Ernest LeRoy Boyer (1928–1995)
- David Ross Brillinger (* 1937)
- Alison Spence Brooks (* 1944)
- J. Carter Brown (1934–2002)
- Charles Tyler Burge (* 1946)
- James Edward Burke (1925–2012)
- Ronald Stuart Burt (* 1949)
- Caroline Walker Bynum (* 1941)
- Sharon Cameron (* 1947)
- Robert Campbell (* 1937)
- Ronald Elliot Cape (1932–2015)
- James Earl Carter (1924–2024)
- Charles Philip Casey (* 1942)
- John William Chancellor (1927–1996)
- Eduardo Chillida (1924–2002)
- Mary-Dell Matchett Chilton (* 1939)
- Marvin Lou Cohen (* 1935)
- William Thaddeus Coleman (1920–2017)
- Robert John Collier (* 1938)
- Charles Mark Correa (1930–2015)
- Ramzi Suliman Cotran (1932–2000)
- Arlene Louise Croce (* 1934)
- Elizabeth Cropper (* 1944)
- James E. Dahlberg (* 1940)
- Lorraine Jenifer Daston (* 1951)
- Ingrid Chantal Daubechies (* 1954)
- John Putnam Demos (* 1937)
- Charles Dempsey (1937–2022)
- Albrecht Gottfried Ferdinand Dihle (1923–2020)
- Alan Michael Dressler (* 1948)
- James Johnson Duderstadt (1942–2024)
- Thomas Dunne (* 1943)
- Felton James Earls (* 1942)
- John S. Earman (* 1942)
- Gerhard Ludwig Ertl (* 1936)
- Katherine Woodruff Fanning (1927–2000)
- George Myles Cordell Fisher (* 1940)
- Kenneth Frampton (* 1930)
- Norman C. Francis (* 1931)
- Lambert Ben Freund (* 1942)
- Bruce Woodward Frier (* 1943)
- Nico Frijda (1927–2015)
- James Castle Gaither (* 1937)
- Marc S. Galanter (* 1931)
- Henry Louis Gates (* 1950)
- John A. Glomset (1928–2015)
- Louise Elisabeth Glück (1943–2023)
- Lawrence Marshall Gold (* 1941)
- Peter Carl Goldmark junior (* 1940)
- Corey Scott Goodman (* 1951)
- Norma Van Surdam Graham (* 1944)
- Phillip Augustus Griffiths (* 1938)
- Allen Richard Grossman (1932–2014)
- John Taylor Groves (* 1943)
- Thomson William Gunn (1929–2004)
- Martin Charles Gutzwiller (1925–2014)
- David Weiss Halivni (1927–2022)
- Charles Vernon Hamilton (1929–2023)
- Lars Peter Hansen (* 1952)
- Neil Harris (* 1938)
- Walter Friedrich Heiligenberg (1938–1994)
- Elhanan Helpman (* 1946)
- Dieter Henrich (1927–2022)
- Zbigniew Herbert (1924–1998)
- Arnold Selig Hiatt (* 1927)
- A. Leon Higginbotham (1928–1998)
- Paul Felix Hoffman (* 1941)
- Bengt Robert Holmström (* 1949)
- Donald Leonard Horowitz (* 1939)
- Morton J. Horwitz (* 1938)
- Roger Evans Howe (* 1945)
- Robert Studley Forrest Hughes (1938–2012)
- Samuel Hynes (1924–2019)
- Kazuo Ishiguro (* 1954)
- Wjatscheslaw Wsewolodowitsch Iwanow (1929–2017)
- Amos Edward Joel (1918–2008)
- Vaughan Frederick Randal Jones (1952–2020)
- Daniel Donald Joseph (1929–2011)
- Daniel Kahneman (1934–2024)
- Rudolf Emil Kálmán (1930–2016)
- Yuet Wai Kan (* 1936)
- Isabella Lugoski Karle (1921–2017)
- Benita Schulman Katzenellenbogen (* 1945)
- Stanley Kelley (1926–2010)
- Thomas Michael Keneally (* 1935)
- Margaret Gale Kidwell (* 1933)
- Donald R. Kinder (* 1947)
- Anthony King (1934–2017)
- Judith Pollock Klinman (* 1941)
- Charles Field Knight (1936–2017)
- Alfred George Knudson (1922–2016)
- Ludwig Koenen (1931–2023)
- Nikolai Wladimirowitsch Krylow (* 1941)
- Jean-Jacques Marcel Laffont (1947–2004)
- Butler Wright Lampson (* 1943)
- Lynn Therese Landmesser (* 1943)
- Richard Owen Lempert (* 1942)
- Dmitri Sergejewitsch Lichatschow (1906–1999)
- David Graham Lloyd (1937–2006)
- Jane Lubchenco (* 1947)
- William Henry Luers (1929–2025)
- Yo-Yo Ma (* 1955)
- Anthony Peter Mahowald (* 1932)
- Thomas Edward Mann (* 1944)
- Tobin Jay Marks (* 1944)
- Manfred Mayrhofer (1926–2011)
- Barbara Joyce McNeil (* 1941)
- John Angus McPhee (* 1931)
- Mary Patterson McPherson (* 1935)
- David Mechanic (* 1936)
- William Stanley Merwin (1927–2019)
- Jonathan Wolfe Miller (1934–2019)
- William Hughes Miller (* 1941)
- José Rafael Moneo Vallés (* 1937)
- Akio Morita (1921–1999)
- Bharati Mukherjee (1940–2017)
- Roger B. Myerson (* 1951)
- Tetsuo Najita (1936–2021)
- Eldon Henry Newcomb (1919–2022)
- Kyriacos Costa Nicolaou (* 1946)
- Mary Jo Nye (* 1944)
- Onora Sylvia O’Neill (* 1941)
- Walter Yasuo Oi (1929–2013)
- Marcel Ophüls (1927–2025)
- Stuart Holland Orkin (* 1946)
- Juri Fjodorowitsch Orlow (1924–2020)
- Guy Ourisson (1926–2006)
- Carl O. Pabo (* 1952)
- William Erwin Paul (1936–2015)
- Renzo Piano (* 1937)
- Steward T. A. Pickett (* 1950)
- Robert Neal Pinsky (* 1940)
- Robert Charles Post (* 1947)
- William Henry Press (* 1948)
- Stanley Ben Prusiner (* 1942)
- Albert Jordy Raboteau (* 1943)
- Joel Read (* 1926)
- Julius Rebek (* 1944)
- Frank Morris Richter (* 1943)
- Robert Eric Ricklefs (* 1943)
- Lynn Moorhead Riddiford (* 1936)
- Ronald Linn Rivest (* 1947)
- Jerome Robbins (1918–1998)
- Martin Rodbell (1925–1998)
- David Elliott Rogers (1926–1994)
- Lee David Ross (1942–2021)
- Joan Elizabeth Roughgarden (* 1946)
- Donald Bruce Rubin (* 1943)
- Erkki Ruoslahti (* 1940)
- George Erik Rupp (* 1942)
- William L. Safire (1929–2009)
- Robert Thomas Sauer (* 1948)
- Thomas Michael Scanlon (* 1940)
- Frederick Franklin Schauer (* 1946)
- Jozef Stephaan Schell (1935–2003)
- Ernst-Detlef Schulze (* 1941)
- Howard Schuman (* 1928)
- Marcel-Paul Schützenberger (1920–1996)
- Edward Mark Scolnick (* 1940)
- Denise Scott Brown (* 1931)
- Anthony Seeger (* 1945)
- Richard Serra (1938–2024)
- John Kinder Gowran Shearman (1931–2003)
- Lawrence Alan Shepp (1936–2013)
- Eugene Merle Shoemaker (1928–1997)
- Eric Manvers Shooter (1924–2018)
- Daniel Solomon Simberloff (* 1942)
- Alfred William Brian Simpson (1931–2011)
- John Brooks Slaughter (1934–2023)
- Harry Colin Slim (1929–2019)
- Richard Alan Smith (1924–2020)
- Barbara Boardman Smuts (* 1950)
- Gary Snyder (* 1930)
- Susan Solomon (* 1956)
- Susan Sontag (1933–2004)
- Frank J. Sorauf (1928–2013)
- Edson White Spencer (1926–2012)
- Jack Clifford Stillinger (1931–2020)
- Nancy L. Stokey (* 1950)
- Giorgio Strehler (1921–1997)
- Gisela Striker (* 1943)
- John Arthur Swets (1928–2016)
- James Mourilyan Tanner (1920–2010)
- John Brian Taylor (* 1946)
- Twyla Tharp (* 1941)
- Marta Tienda (* 1950)
- Jean Marcel Tirole (* 1953)
- George Henry Trilling (1930–2020)
- Garry B. Trudeau (* 1948)
- Edward Rolf Tufte (* 1942)
- Olke Cornelis Uhlenbeck (* 1942)
- Jonathan William Uhr (* 1927)
- Herman Frans Anna Van der Wee (* 1928)
- John Kirk Train Varnedoe (1946–2003)
- Peter Morrison Vitousek (* 1949)
- Herbert Walther (1935–2006)
- Robert George Wetzel (1936–2005)
- Robert Huddleston Wiebe (1930–2000)
- Eric F. Wieschaus (* 1947)
- Bjørn H. Wiik (1937–1999)
- Frank Wilczek (* 1951)
- William J. Willis (1932–2012)
- Garry Wills (* 1934)
- Richard W. Wrangham (* 1948)
- Gavin Wright (* 1943)
- Kurt Wüthrich (* 1938)
- Ahmed Hassan Zewail (1946–2016)